# 384 (szám)
A 384 (római számmal: CCCLXXXIV) egy természetes szám.

## A szám a matematikában
A tízes számrendszerbeli 384-es a kettes számrendszerben 110000000, a nyolcas számrendszerben 600, a tizenhatos számrendszerben 180 alakban írható fel.
A 384 páros szám, összetett szám, kanonikus alakban a 27 · 31 szorzattal, normálalakban a 3,84 · 102 szorzattal írható fel. A legkisebb olyan szám, amelynek 16 osztója van a természetes számok halmazán, ezek növekvő sorrendben: 1, 2, 3, 4, 6, 8, 12, 16, 24, 32, 48, 64, 96, 128, 192 és 384.
Előállítható 6 egymást követő prímszám összegeként (53 + 59 + 61 + 67 + 71 + 73 = 384), egy ikerprímpár összegeként (191 + 193 = 384), valamint kettő hatványainak összegeként (128 + 256 = 384).
A 384 négyzete 147 456, köbe 56 623 104, négyzetgyöke 19,59592, köbgyöke 7,26848, reciproka 0,0026042. A 384 egység sugarú kör kerülete 2412,74316 egység, területe 463 246,68633 területegység; a 384 egység sugarú gömb térfogata 237 182 303,4 térfogategység.